# Sans aucune défense
Pour plus de détails, voir Fiche technique et Distribution.
Sans aucune défense (Defenseless) est un film américain réalisé par Martin Campbell et sorti en 1991.

## Synopsis
Thelma Katwuller, surnommée T. K., est avocate. Elle représente Steven Seldes, accusé d'avoir participé à la réalisation de films pornographiques avec des mineurs mais qui affirme être innocent. Steven est aussi l'amant de T.K. mais celle-ci découvre qu'il est marié et que sa femme, Ellie, est une ancienne connaissance. Le lendemain, T. K. se dispute avec Steven à son bureau et une bagarre s'ensuit au cours de laquelle elle le blesse. Quand elle revient plus tard, elle découvre que Steven est mort et qu'il a été poignardé 18 fois. Après avoir trouvé le pull d'Ellie sur la scène du crime, la police l'arrête pour le meurtre, et T. K. accepte de la défendre.

## Fiche technique
Sauf indication contraire, les informations mentionnées dans cette section peuvent être confirmées par la base de données cinématographiques IMDb,  présente dans la section « Liens externes ».
- Titre français : Sans aucune défense
- Titre original : Defenseless
- Réalisation : Martin Campbell
- Scénario : James Hicks
- Musique : Curt Sobel
- Photographie : Phil Meheux
- Montage : Chris Wimble
- Sociétés de production : New Visions Pictures
- Pays de production :  États-Unis
- Format : Couleurs - 1,85:1 - son Dolby - 35 mm
- Genre : thriller
- Durée : 104 minutes
- Dates de sortie :
  - États-Unis : 23 août 1991
  - France : 15 décembre 1993

## Distribution
- Barbara Hershey : Thelma "T. K." Katwuller
- Sam Shepard : l'inspecteur Beutel
- Mary Beth Hurt : Ellie Seldes
- J. T. Walsh : Steven Seldes
- Kellie Overbey : Janna Seldes
- Jay O. Sanders : Bull Dozer
- John Kapelos : Jack Hammer
- Sheree North : Mme Bodeck
- Randy Brooks : Monroe
- George P. Wilbur : Sherman Bodeck
- Christine Elise : Cindy Bodeck

## Accueil

### Box-office
Le film a rapporté 6 413 375 $ en Amérique du Nord.

### Critique
Gene Siskel, du Chicago Tribune, lui donne 2,5/4. Emanuel Levy, de Variety, lui donne 3/5. Marc Savlov, de The Austin Chronicle, lui donne 2/5.